# Esselbach
Esselbach település Németországban, azon belül Bajorországban. Lakosainak száma 2125 fő (2023. december 31.). Esselbach Fürstlich Löwensteinscher Park, Hafenlohr, Marktheidenfeld, Schollbrunn és Bischbrunn községekkel határos.

## Népesség
A település népessége az elmúlt években az alábbi módon változott:
| Lakosok száma | 568  | 828  | 904  | 2005 | 2028 | 2028 | 2052 | 2096 | 2121 | 2125 |
|               | 1875 | 1950 | 1975 | 2011 | 2013 | 2014 | 2016 | 2019 | 2021 | 2023 |